# Modus
Modus es una serie de televisión que se estrenó el 23 de septiembre de 2015 en la cadena sueca TV4. 
La serie está basada en las novelas de la serie sobre Inger Johanne Vik de la autora noruega de novelas policíacas Anne Holt. La primera temporada se inspira en la cuarta novela de la serie, Noche cerrada en Bergen, mientras que la segunda temporada parte de la tercera, Una mañana de mayo.
En 2015 se anunció que la serie había sido renovada para una segunda temporada, que se estrenó el 2 de noviembre de 2017 en la cadena sueca C More.
En España la primera temporada se estrenó el 18 de abril de 2017 en Calle 13, y la segunda, el 9 de enero de 2018 en la misma cadena.

## Historia
En la primera temporada Inger Johanne Vik, una psicóloga y criminóloga que ha trabajado en el FBI y para la policía nacional sueca, se involucra en la investigación de una serie de asesinatos ocurridos en toda Suecia a fin de proteger a su hija con autismo Stina, que ha sido testigo del primero de ellos. En Nochebuena la obispo Elisabeth Lindgren es asesinada en Uppsala, y la policía nacional envía al inspector Ingvar Nyman a investigar. Cuando se producen varios homicidios en Estocolmo, Nymann y Vik aúnan esfuerzos en una búsqueda frenética para atrapar al asesino en serie. 
En sus pesquisas descubren que, aunque el modus operandi del asesino es distinto en cada caso, los homicidios están de alguna manera relacionados con una red fundamentalista internacional implacable.
La segunda temporada arranca con la visita oficial a Suecia de la presidenta de EE. UU. Helen Tyler, que desaparece misteriosamente de su residencia durante la primera noche. En el transcurso de la investigación se produce una batalla por el control entre el FBI y la policía sueca, y pronto Inger Johanne e Ingvar se dan cuenta de que solo pueden confiar el uno en el otro. Por si esto no fuera poco, Inger Johanne se ve obligada a enfrentarse a su pasado, al descubrir que el hombre de confianza de la presidenta es su antiguo mentor en el FBI, con el que mantuvo una relación tumultuosa, y con el que debe colaborar ahora, en un momento en que Ingvar y ella están a punto de tener un bebé.

## Personajes

### Personajes principales
| Actor            | Personaje               | Ocupación                          | N.º de episodios | Duración        |
| ---------------- | ----------------------- | ---------------------------------- | ---------------- | --------------- |
| Melinda Kinnaman | Psic. Inger Johanne Vik | Psicóloga y criminóloga            | 16               | 2015 - presente |
| Henrik Norlén    | Agente Ingvar Nyman     | Policía                            | 16               | 2015 - presente |
| Simon J. Berger  | Isak Aronson            | Músico / exesposo de Inger         | 11               | 2015 - presente |
| Greg Wise        | Warren Schifford        | Agente del FBI / exmentor de Inger | 8                | 2017 - presente |
| Kim Cattrall     | Helen Tyler             | Presidenta de Estados Unidos       | 8                | 2017 - presente |
| Billy Campbell   | Dale Tyler              | Primer caballero                   | 8                | 2017 - presente |
| Paprika Steen    | Alva Roos               | Jefa de la unidad especial         | 8                | 2017 - presente |

### Personajes recurrentes
| Actor                | Personaje         | Ocupación                    | N.º de episodios | Duración        |
| -------------------- | ----------------- | ---------------------------- | ---------------- | --------------- |
| Annika Hallin        | Hedvig Nyström    | Patóloga forense             | 12               | 2015 - presente |
| Esmeralda Struwe     | Stina Vik         | Hija de Inger e Isak         | 11               | 2015 - presente |
| Lily Wahlsteen       | Linnea Vik        | Hija de Inger e Isak         | 9                | 2015 - presente |
| Gerhard Hoberstorfer | Bo Sundberg       | Agente de policía            | 9                | 2015 - presente |
| Samuel Fröler        | Torbjörn Skoglund | Jefe policía seguridad       | 5                | 2017 - presente |
| Anja Lundqvist       | Jessica Östlund   | Responsable de oficina       | 5                | 2017 - presente |
| Johan Rabaeus        | Harald Bohman     | Primer ministro sueco        | 5                | 2017 - presente |
| Lo Kauppi            | Linda Clason      | Ministra de Justicia         | 5                | 2017 - presente |
| Jonas Malmsjö        | Oscar Ek          | Sospechoso                   | 5                | 2017 - presente |
| Nina Zanjani         | Philippa Wallin   | Presentadora de noticias     | 5                | 2017 - presente |
| Sigge Eklund         | Gustav            | Presentador de noticias      | 5                | 2017 - presente |
| Christopher Wollter  | Tobias Magnusson  | Ministro de Exteriores       | 5                | 2017 - presente |
| Emilia Poma          | Zoe Tyler         | Hija de Helen y Dale         | 4                | 2017 - presente |
| Sasha Behar          | Raja Cooper       | Miembro del Servicio Secreto | 4                | 2017 - presente |

### Antiguos personajes principales
| Actor              | Personaje          | Ocupación                | N.º de episodios | Duración | Estado    |
| ------------------ | ------------------ | ------------------------ | ---------------- | -------- | --------- |
| Krister Henriksson | Erik Lindgren      | Esposo de Elisabeth      | 8                | 2015     | -         |
| Johan Widerberg    | Lukas Lindgren     | Hijo de Erik y Elisabeth | 8                | 2015     | -         |
| Marek Oravec       | Richard Forrester  | Asesino                  | 8                | 2015     | -         |
| Cecilia Nilsson    | Elisabeth Lindgren | Obispo                   | 8                | 2015     | asesinada |

### Antiguos personajes recurrentes
| Actor                 | Personaje        | Ocupación                                 | N.º de episodios | Duración | Estado                          |
| --------------------- | ---------------- | ----------------------------------------- | ---------------- | -------- | ------------------------------- |
| Liv Mjönes            | Patricia Green   | Actriz                                    | 8                | 2015     | -                               |
| Peter Jöback          | Rolf Ljungberg   | Veterinario                               | 8                | 2015     | -                               |
| Magnus Roosmann       | Marcus Ståhl     | Empresario naviero                        | 8                | 2015     | muerto                          |
| Josefine Tengblad     | Sophie Dahlberg  | Política                                  | 6                | 2015     | -                               |
| Ellen Mattsson        | Astrid Friberg   | Esposa de Lukas                           | 5                | 2015     | -                               |
| Primus Lind           | Noah Ståhl       | Hijo de Marcus                            | 5                | 2015     | -                               |
| Simon Norrthon        | Lennart Carlsson | Ayudante de Richard                       | 5                | 2015     | -                               |
| Julia Dufvenius       | Isabella Levin   | Chef de cocina presentadora de televisión | 5                | 2015     | asesinada por Richard Forrester |
| Eva Melander          | Marianne Larsson | Empleada de Ståhl                         | 5                | 2015     | asesinada por Richard Forrester |
| Christoffer Jareståhl | Robin Larsson    | Cocinero                                  | 4                | 2015     | asesinado por Richard Forrester |
| Anki Lidén            | Gunilla Larsson  | Asistenta                                 | 4                | 2015     | -                               |
| Stephen Rappaport     | Jacob Lindstrom  | Predicador                                | 4                | 2015     | muerto                          |
| Giovanni Bucchieri    | Niclas Rosén     | Artista / Hermanastro de Marcus           | 4                | 2015     | asesinado por Richard Forrester |
| Philip Martin         | Hakim Hammar     | Agente de policía                         | 4                | 2015     | -                               |
| Maja Rung             | Lilja            | Camarera                                  | 4                | 2015     | -                               |
| Jo Rideout            | Karen Winslow    | Agente del FBI                            | 3                | 2015     | -                               |
| Siw Erixon            | Kerstin Vik      | Madre de Inger                            | 3                | 2015     | -                               |
| Simon Settergren      | Hawre Ghani      | Chapero                                   | 2                | 2015     | asesinado por Richard Forrester |
| Alexandra Rapaport    | Ulrika Sjöberg   | Directora adjunta                         | 2                | 2015     | -                               |
| Morten Faldaas        | Freddy Vik       | Padre de Inger                            | 1                | 2015     | -                               |
| Amelia Drake          | Lisa Vik         | Hermana de Inger                          | 1                | 2015     | -                               |

## Episodios
Las dos temporadas de la serie están compuestas por 8 episodios cada una. 

## Producción
La serie ha sido dirigida por Mani Maserrat Agah y Lisa Siwe y ha sido adaptada por Mai Brostrøm y Peter Thorsboe a partir de una novela de Anne Holt.
Cuenta con la participación de actores invitados como Alexandra Rapaport, Björn Andersson, Per Ragnar, entre otros. 
Ha sido producida por Sandra Harms, junto con los productores ejecutivos Jonas Allen, Peter Bose, Wolfgang Feindt, Anne Holt, Peter Nadermann, Niclas Salomonsson, Åsa Sjöberg, Josefine Tengblad y Nathalie Drago, que contaron con el apoyo de los productores asociados Maria Dahlin y Thomas Disch, y del productor Per Janérus.
La música es obra de Jacob Groth y la dirección de fotografía va a cargo de Erik Persson y Linda Wassberg.
Filmada en Estocolmo, Provincia de Estocolmo en Suecia, Alemania, Noruega, Dinamarca, Islandia, Bélgica y el Reino Unido. 
La serie es una producción del canal sueco TV4 y Miso Film Sweden y una coproducción con Nadcon Film, Zweites Deutsches Fernsehen (ZDF) y TV2 Norge. Asimismo, cuenta con la colaboración de TV2 Danmark, RUV, Lumière y Fremantle Media International, y la participación de otras compañías como Svenska Filminstitutet (SFI), Nordisk Film- & TV-Fond y MEDIA Programme of the European Union.
Distribuida en el 2015 por el canal TV4 Sweden en televisión y por Fremantle Media en todo el mundo a través de todos los medios en Suecia y en el 2016 por WOWOW Prime por televisión en Japón, ese mismo año se anunció que la BBC Four había adquirido la serie.

### Emisión en otros países
La primera temporada en España se estrenó el 18 de abril de 2017 en Calle 13, mientras que la segunda temporada se estrenará en España a principios de 2018.
| País         | Título | Cadena   | Fecha de Inicio                                                              | Fecha de Finalización   |
| ------------ | ------ | -------- | ---------------------------------------------------------------------------- | ----------------------- |
| Alemania     | Modus  | ZDF      | 20 de noviembre de 2016                                                      | -                       |
| Australia    | Modus  | BBC Four | 2016                                                                         | -                       |
| Canadá       | Modus  | BBC Four | 2016                                                                         | -                       |
| España       | Modus  | Calle 13 | Primera temporada: 18 de abril de 2017 Segunda temporada: 9 de enero de 2018 | 6 de junio de 2017      |
| Francia      | Modus  | BBC Four | 2016                                                                         | -                       |
| Gran Bretaña | Modus  | BBC Four | 26 de noviembre de 2016                                                      | 17 de diciembre de 2016 |
| Japón        | -      | -        | 19 de septiembre de 2016                                                     | -                       |